# Мумификация в Древнем Египте
Мумификация в Древнем Египте — искусство бальзамирования (предохранения трупов от разложения и гниения посредством пропитывания их противогнилостными веществами ), известное с древнейших времён. Так как ежегодное разлитие Нила держало в течение двух месяцев поверхность земли под водой, египтяне изобрели самые лучшие способы для предохранения тел умерших от гниения. У древних египтян все трупы людей и даже многие животные подвергались бальзамированию . Египетский метод был описан Диодором. Существовало много способов бальзамирования трупов.
Бальзамирование употреблялось, по верованиям египтян, с целью сохранить тело усопшего как последнее жилище души, после того как душа совершила многоразовые переселения из одного живого тела в другое. Лица, осуществлявшие бальзамирование, или врачи, считались священными и обитали в некрополях.
Самый совершенный метод состоял в опорожнении полости черепа с замещением мозга ароматическими веществами, в удалении всех внутренностей, пропитывании их ароматическими веществами и наполнении брюшной полости пахучими смолами или асфальтом (природным битумом). Затем производилось вымачивание всего трупа в растворах натриевых солей и, наконец, заворачивание его в непроницаемые для воздуха ароматизированные ткани. Процесс бальзамирования продолжался от 30 до 70 дней, а по свидетельству Священного Писания (Быт. 50:3) врачи употребляли для бальзамирования 40 дней.
Набальзамированное тело обычно помещали в гроб-саркофаг в виде человеческой фигуры из сикоморового дерева (библейская смоковница; инжир) или из камня. На саркофаге очень часто изображалось лицо усопшего; он ставился вертикально у стены дома и в таком положении оставался в течение многих лет. Затем уже мумии переносились в подземелья или скалистые пещеры (гроты), где их часто находили по прошествии 2–3 тысяч лет в состоянии полной сохранности.

Бальзамирование, одевание и закутывание мёртвых находились под покровительством Анубиса, он охранял могилы и оберегал мумии, провожал души умерших в подземный мир Аменти и ходатайствовал о милостивом для них приговоре на посмертном судилище. Изображали этого бога в виде шакала либо человека с головой шакала; древние греки и римляне, смешивая шакала с собакой, называли Анубиса богом с собачьей или волчьей головой.

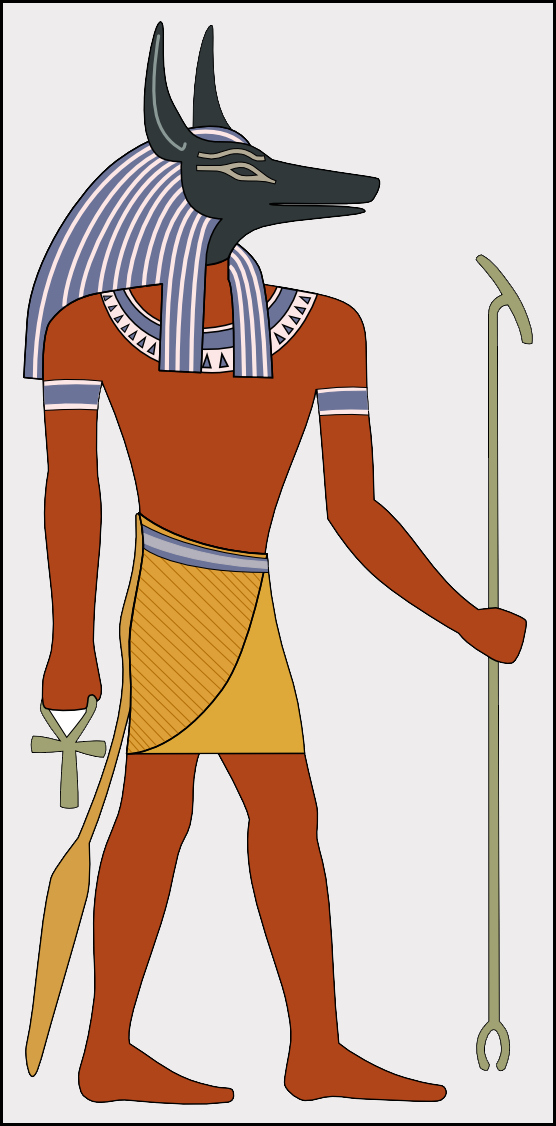
Анубис

## Исторические источники
К началу XX века главными источниками сведений о принятом у египтян бальзамировании являлись Геродот (II, 85) и Диодор (I, 91).

### Папирусы
ЕЭБЕ приводит выдержку из одного папируса: «Царь приказал отвезти Пташферха в хорошее жилище (некрополь) до 16-го дня, украшать его до 35-го дня, бальзамировать до 70-го дня; затем его похоронили в склепе».

## Способы мумификации
Когда кто-нибудь умирал, родственники приносили его труп к бальзамировщикам, которые составляли особенный цех, имели пребывание в некрополе (левый берег Нила) и, как видно из других (греческих и коптских) источников, далеко не мирно уживались друг с другом. Они делились на три класса:
- 1) парашисты, или парахиты, парасхиты[6] (делали надрезы на мягких частях трупа);
- 2) тарихевты (бальзамировали);
- 3) калхиты, или колхиты[7] (руководили религиозными церемониями при погребении),

причём каждый из этих классов занимался своим делом на правах монополии. К ним присоединялись многочисленные ремесленники, напр. столяры, ткачи бинтов, каменотёсы и др., которые все жили в некрополях. Согласно Геродоту, бальзамировщики показывали родственникам три разные модели мумий из дерева, за изготовление которых они требовали различные цены. Когда модель была выбрана, а цена установлена, они приступали к работе.

### Обычный способ (ценой в талант серебра)

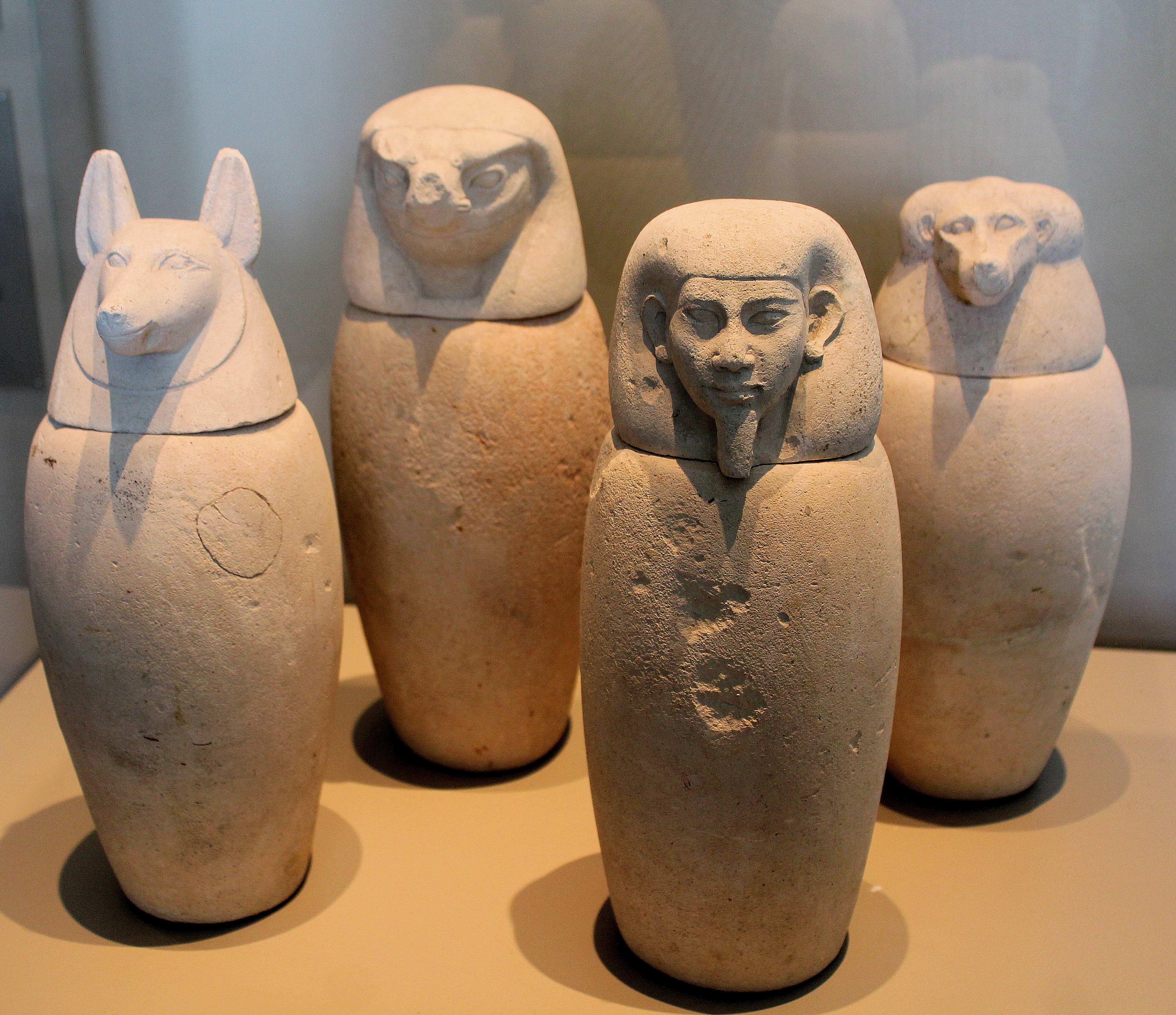
Канопы в музее Хильдесхайма

Умершего обыкновенно вскрывали таким образом: острым крючком извлекали мозг из головы через ноздри, а внутренности чрева извлекали через отверстие в левом боку, сделанное кремнёвым ножом; потом очищенную внутренность вымывали пальмовым вином, наполняли благовонными веществами (миррой, касией и др.) и затем укладывали всё тело в селитру на 70 дней. По прошествии этого времени тело (иначе мумию) заворачивали в самые тонкие льняные ткани или в виссонные повязки, покрытые обычно аравийской камедью; наконец тело помещалось в деревянную форму и устанавливалось в вертикальном положении в погребальнице. По Геродоту, это был самый дорогой способ бальзамирования, стоивший около таланта (~54 мины) серебра.
Внутренности знатных особ помещались в отдельный сосуд и бросались в реку или — в особом сосуде «канопа» — возлагались при трупе. Крышки четырёх каноп представляли собой головы гениев смерти (человек, шакал, ястреб и обезьяна).
Утверждение Геродота, что мозг извлекался из черепа острым крючком через нос, подтвердилось исследованием профессора Чершона, нашедшего в пражских мумиях решётчатую кость совершенно разрушенной. На животе всех мумий с левой стороны так называемой белой линии ясно виден след разреза, о котором повествует Диодор.

### Другой способ (ценой в 20 мин)
При другом способе, стоившем около 20 мин, внутренности из тела умершего не вынимались, но в желудок вводилось значительное количество кедрового масла, и тело на определённое время клалось в селитру (в ямчугу или емчугу — на языке XVI века). К внутренностям присоединяли фигурки гениев смерти (человек, шакал, ястреб и обезьяна). В мумии христианского времени вместо этих фигур вкладывали медико-магические амулеты с именами архангелов.

### Дешёвый способ
Самый дешёвый способ бальзамирования, употребляемый исключительно бедными, состоял в том, что внутренности вымывались в настое александрийского листа (лат. Folium Sennae; кассия остролистная) и кассии (из коры коричника китайского?) затем тело укладывали на некоторое время в селитру. Более чем 70 дней оставлять его там было запрещено. По данным Диодора, выщелачивание продолжалось только 30 дней.

## Сохранность
По надписям на мумиях можно почти с точностью определить, к какому времени они относятся; заметно, что мумии древнеегипетского мемфисского царства до эпохи вторжения гиксосов сохранились далеко не так хорошо, как мумии эпохи 18-й фивской династии:
- первые — черны, как уголь, кожа и мышцы под ней совершенно высохли, и вся мумия плохо окутана бинтами;
- у мумий позднейшего происхождения кожа сохранила почти свой нормальный (желтовато-блестящий) цвет; черты лица не изменены, причем некоторые части тела покрыты позолотой, ногти окрашены особой краской, а весь труп обернут бинтами в десятки метров длины, и эти покрытые надписями бинты наложены с таким искусством, что приводили в удивление хирургов XIX века.[2]

От эпохи владычества гиксосов (XV династия) в Египте мумий вовсе не сохранилось.

## В Библии
Библия рассказывает, что патриарх Иаков (Яков), равно как и его сын Иосиф, раньше чем быть погребёнными в Палестине, подверглись бальзамированию в Египте. И авторы БЭАН заключают: «Евреи заимствовали бальзамирование от египтян»:
- «И повелел Иосиф слугам своим — врачам, бальзамировать отца его; и врачи набальзамировали Израиля. И исполнилось ему сорок дней, ибо столько дней употребляется на бальзамирование, и оплакивали его Египтяне семьдесят дней» (Быт. 50:2, 3);
- «И умер Иосиф ста десяти лет. И набальзамировали его и положили в ковчег в Египте» (Быт. 50:26).

Кроме этих двух случаев бальзамирования тел двух патриархов Иакова и Иосифа, из Священного Писания не видно, чтобы бальзамирование употреблялось у евреев когда-либо в том виде, как у египтян. Приготовляли умерших к погребению, употребляя благовония, искусственные масти (2Пар. 16:14), обвиваяи тело пеленами и умащая его ароматами (Иоан. 19:40).
Авторы ЕЭБЕ уточняют: заимствовали ли евреи от египтян обычай бальзамировать покойников, прямых указаний в Библии не имеется. Известно лишь, что в I веке нашей эры у евреев был обычай окутывать знатных покойников длинными бинтами, пропитанными разными благовонными смолами (Иоан. 19:40). Известно также, что трупы особенно чтимых лиц евреи бальзамировали иногда таким образом, что клали их на продолжительное время в мёд.

## Критика
Египетский метод бальзамирования был описан Диодором, но его описание во многих частях страдает неясностью изложения.
Что при египетском способе бальзамирования трупы не предохранялись от разложения — это доказывается простым осмотром мумий. Все мягкие части оказываются совершенно изменившимися в своем строении, и даже наружные формы их еле сохранены. В общем, египтяне достигали лишь превращение гниения в продолжительное изменение и распадение тканей, что производилось частью при помощи применения антисептических веществ, частью путем устранения доступа воздуха, частью, наконец, условиями, способствовавшими высыханию трупа.